# کازاتومپروم
کازاتومپروم (قزاقی: Қазатомөнеркәсіп) شرکت انرژی هسته‌ای قزاقستانی است، که در سال ۱۹۹۷ تأسیس شد. این شرکت به‌عنوان بزرگترین تولید کننده اورانیوم طبیعی در جهان شناخته می‌شود. دفتر مرکزی کازاتومپروم در شهر نورسلطان قرار دارد و بخشی از سهام آن در بازار بورس قزاقستان معامله می‌شود.